# La Femme à l'éventail (Modigliani)
Pour les articles homonymes, voir La Femme à l'éventail et Éventail (homonymie).
La Femme à l'éventail est un tableau peint par Amedeo Modigliani en 1919, qui consiste en un portrait de Lunia Czechowska en robe jaune avec un éventail à la main. Il a été volé au Musée d'art moderne de la Ville de Paris en 2010 et n'a pas été retrouvé.

## Histoire
C'est l'un des derniers tableaux peints par Modigliani, quelques mois avant sa mort, et l'un des quatorze portraits qu'il a peints de Czechowska, une amie et modèle.
D'après Czechowska dans ses Souvenirs, il a été acheté à l'époque pour 150 francs par Jonas Netter. Il faisait encore partie de la collection Netter en 1926.
Il entre dans les collections du Petit Palais, puis du Musée d'art moderne de la Ville de Paris, en 1953 par un legs du Dr Maurice Girardin.
Il est exposé à la Ca' Pesaro à Venise du 1er février au 30 avril 2006, en échange du Nu au miroir de Pierre Bonnard.
Il fait partie des cinq tableaux volés au Musée d'art moderne de la Ville de Paris le 20 mai 2010.

## Description
Lunia Czechowska est assise, cadrée aux trois quarts de sa hauteur, vue de face. Derrière elle se trouve une commode, au-dessus de laquelle est accroché un cadre contenant une image non identifiée, dont on ne voit que le coin. Le mur rouge cerise, peint par épais coups de pinceaux, tranche avec le jaune canari de la robe que Czechowska porte par-dessus un chemisier blanc à manches courtes. Sa main gauche repose sur ses genoux, tandis que sa main droite, dont l'auriculaire est orné d'une bague, tient à hauteur de sa poitrine un éventail dont les plis semblent prolonger ses doigts. Son cou et son visage, légèrement inclinés vers sa gauche, sont très allongés, et émergent d'une base pyramidale où ses clavicules sont apparentes. Ses cheveux, dont le brun contraste avec la pâleur de sa peau, arborent une raie et forment une sorte de cône au sommet de son crâne, créant une symétrie avec son menton qui s'inscrit dans la même forme à l'autre extrémité de son crâne. Son nez est large et long, au contraire de ses yeux, sans pupille, et de sa bouche, s'enfonçant dans son visage. Sa silhouette est soulignée par une légère ombre.
Le tableau est signé en bas à droite.

## Analyse
Le tableau s'inscrit dans un des thèmes de prédilection des artistes liés au cubisme dans le premier quart du XXe siècle, celui de la femme à l'éventail.
C'est un des rares portraits peints par Modigliani dans lesquels le personnage tient quelque chose dans ses mains.
La toile « est représentative du retour de l'artiste aux tons chauds, après qu'il eut passé l'année 1918 sur la côte d'Azur où sa palette s'était éclaircie ».
La forme allongée du corps et les yeux sans pupille sont caractéristiques des œuvres de Modigliani.

## Postérité
Le tableau apparaît en 1999 dans le film Haute Voltige.
En 2012, dans le film Skyfall de Sam Mendes, il est présenté à Shanghai à un potentiel acheteur, lorsque celui-ci est abattu par Patrice, depuis l'immeuble d'en face, sous les yeux de James Bond,. Il s'agit d'une référence à l'apparition en 1962 du Portrait du duc de Wellington de Francisco de Goya dans le repaire du Dr No, dans le film James Bond 007 contre Dr No ; le tableau avait également été volé à la National Gallery de Londres l'année précédente,.
La Femme à l'éventail apparaît une nouvelle fois en 2015 dans Spectre, le film qui suit Skyfall dans la saga Bond, également réalisé par Sam Mendes : il est accroché au mur de la chambre où Madeleine Swann (en) est retenue prisonnière, dans la base de Blofeld en Afrique du Nord ; dans cette même base apparaît Le Pigeon aux petits pois de Pablo Picasso, volé en même temps que La Femme à l'éventail,.
La Femme à l'éventail apparaît également en 2014 dans le roman L'Affaire Caravaggio de Daniel Silva, dans un port franc rempli d'œuvres volées.